# Primula griffithii
Primula griffithii är en viveväxtart som först beskrevs av David Allan Poe Watt, och fick sitt nu gällande namn av Ferdinand Albin Pax. Primula griffithii ingår i släktet vivor, och familjen viveväxter. Inga underarter finns listade i Catalogue of Life.